# NGC 6331
NGC 6331 је елиптична галаксија у сазвежђу Мали медвед која се налази на NGC листи објеката дубоког неба.
Деклинација објекта је + 78° 37' 47" а ректасцензија 17h 3m 34,3s. Привидна величина (магнитуда) објекта NGC 6331 износи 14,4 а фотографска магнитуда 15,4. NGC 6331 је још познат и под ознакама MCG 13-12-15, CGCG 355-24, DRCG 35-49, PGC 59513.